# Токмань Ганна Леонідівна
Га́нна Леоні́дівна Токмань (нар. 9 листопада 1953 року, Вітебськ, БРСР) — вчена, доктор педагогічних наук (2003), кандидат філологічних наук (1998), учитель-методист, професор (2004) кафедри української і зарубіжної літератури та методики навчання Університету Григорія Сковороди в Переяславі.

## Біографія
Народилася 9 листопада 1953 року у Вітебську. Батько — Кузьменко Леонід Андрійович — головний архітектора міста за призначенням після закінчення київського інституту. Мама — Кузьменко Вікторія Антонівна — лікар-мікробіолог. Батьки родом з Переяслава.
З 1956 по 1966 рік сім'я жила в Херсоні, Ганна Леонідівна навчалася у середній школі № 20, з 1966 по 1975 рік — в Запоріжжі, у 1971 році вона закінчила середню школу №5 із золотою медаллю. У 1975 році з відзнакою закінчила філологічний факультет Запорізького державного педагогічного інституту.
У кінці 1980-х років долучилася до створення і діяльності всеукраїнських громадської і громадсько-політичної організацій: «Всеукраїнське товариство української мови імені Т. Г. Шевченка» і «Народний рух України», очолювала одне з перших товариств української мови на Півдні України.
У 1998 році, під час проходження аспірантури в Інституті літератури імені Т. Г. Шевченка НАН України, достроково захистила кандидатську дисертацію на тему «Художньо-філософський феномен лірики Євгена Плужника».
19 років працювала вчителем української мови і літератури середньої школи №16 м. Бердянська. У 1990 році стала заступником директора з навчально-виховної роботи у тій же школі.
З 1994 по 1999 рік працювала в Бердянському державному педагогічному інституті імені Поліни Осипенко. 3 2000 року — науково-педагогічний працівник Університету Григорія Сковороди в Переяславі.
У 2003 році під час проходження докторантури в тому ж інституті достроково захистила докторську дисертацію на тему: «Екзистенціально-діалогічна концепція методики викладання української літератури в старшій школі», яку захистила у Національному педагогічному університеті імені М. П. Драгоманова. У 2004 році присвоєно вчене звання професор.
Брала участь у Помаранчевій революції і Революції гідності, спогади про ці події описала в книзі «Майдан: сторінка живої історії».

## Наукова робота
Працює в галузі літературознавства і педагогіки. Спеціалізується на екзистенціальній парадигмі вітчизняного літературознавства та філософії літературної освіти. Працює над інтеграцією української гуманітаристики в європейський інтелектуальний простір. Засновниця і керівниця наукової школи «Екзистенціально-діалогічне прочитання художнього тексту». Під її керівництвом або за консультування захищено 7 кандидатських і 2 докторські дисертації. Керує магістерськими дослідженнями.
Авторка 290 наукових праць. Серед них — одноосібні монографії, статті, підручники, навчальні та навчально-методичні посібники. Співавторка колективних монографій «Діалогічне прочитання української літератури» (2007), «Стратегічні напрями розвитку сучасної української лінгводидактики» (2021); навчально-методичних праць «Геніальний сподвижник козацьких родів Максимовичів і Тимківських» (2011), «Наш першорозум: Вивчення творчості Г. Сковороди в школах, ліцеях, гімназіях, коледжах» (2012), «Практика в системі бакалаврської і магістерської освіти філолога: літературознавчий аспект» (2017), «Професійна підготовка магістра з літературознавчих дисциплін» (2018), «Поетичний славень Сковороді» (2022). Укладала та редагувала науково-меморіальні видання: «Микола Корпанюк – літературознавець-медієвіст, педагог, громадський діяч» (2023), «Ольга Будугай – талановитий педагог, багатогранний філолог, письменниця» (2024). Входила до складу авторського колективу 12-томної академічної «Історії української літератури», членом редколегій журналу «Дивослово».
Викладає авторські курси у вищій школі: Теорія літератури в системі сучасної освіти, Методика навчання української літератури в ЗЗСО, Історія методики навчання української літератури як науки, Інноваційні технології навчання української літератури, Інтегрована методика навчання української літератури, Актуальні проблеми сучасної методики навчання української літератури.

## Нагороди
- Відмінник народної освіти УРСР;
- Відмінник освіти України;
- Нагрудний знак МОН «За наукові та освітні досягнення».[1]